# لان اکوادور

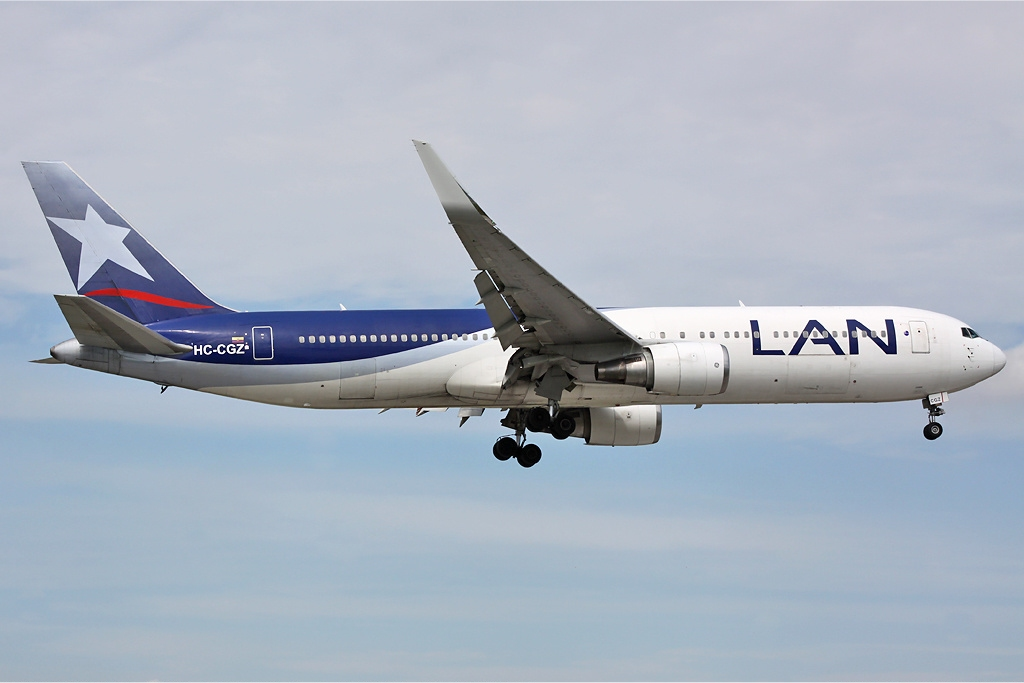
هواپیمای بوئینگ ۷۶۷ متعلق به لان اکوادور

لان اکوادور، (به انگلیسی: LAN Ecuador) شرکت هواپیمایی اکوادوری است، که در سال ۲۰۰۲ تأسیس شد و در حال حاضر به‌عنوان زیرمجموعه‌ای از خطوط هوایی لان ایرلاینز، روزانه به ۱۱ مقصد، در آمریکای شمالی، اروپا و آمریکای جنوبی پروازهای مستقیم دارد.
دفتر مرکزی شرکت لان اکوادور در شهر گوایاکیول، اکوادور قرار دارد و فرودگاه بین‌المللی نیو کیتو و فرودگاه بین‌المللی خوزه خواکین د اولمدو، قطب‌های این شرکت هواپیمایی به‌شمار می‌آیند. شرکت لان اکوادور در حال حاضر در ناوگان هوایی خود، دارای ۷ فروند هواپیمای جت مسافربری می‌باشد.